# Station Przecław Tuszyma
Station Przecław Tuszyma is een spoorwegstation in de Poolse plaats Przecław.